# ミーシャ・コリンズ
ミーシャ・コリンズ（Misha Collins、1974年8月20日 - ）はアメリカ合衆国の俳優。GISHWHES（現在ではGISH)の創設者。詩人。慈善団体ランダムアクツ（Random Acts）理事会会長。The CW系列のテレビドラマ『スーパーナチュラル』のカスティエル（Castiel）役で知られている。

## 来歴

### 生い立ち
マサチューセッツ州ボストンでレベッカ・ティペンスとリチャード・エドワード・クルシュニックの間にドミトリ・ティペンス・クルシュニックとして生まれた。ハンガリー・ロシア系ユダヤ人、ドイツ人、イギリス人、スコットランド人、アイルランド人の祖先を持つ。
本名はDmitri "Misha" Tippens Krushnicで、ミーシャというのは、母親が学生時代にソ連で暮らしていた時の、ボーイフレンドの名前(Dmitri)の愛称で、正しい綴りはMityaであるが、Mishaも同じであると思っていた 。
芸名のコリンズ(Collins)は、祖母の旧姓である。
身長は180cm（5フィート11インチ）で、サーシャという兄弟とホワイトハウス実習生の妹がいる。
2001年10月6日、メイン州のビクトリア・ヴァントーチと結婚した。二人には息子のウエスト・アナキシマンダー・コリンズ（2010年9月23日生まれ）と娘のメゾン・マリー・コリンズ（2012年9月25日生まれ）がいる。

### キャリア

#### インターンシップ
俳優として活動する前は、クリントン政権時代にホワイトハウスの大統領人事局で4ヶ月間ホワイトハウス実習生としてインターンをしていた。

#### 俳優として
初めての演技は6歳の時、彼の母親が主役の一人で出演した芝居で、マサチューセッツ大学アマースト校で行われたものだった（5才の女の子の役だった）。
1998年に『Legacy』に出演した。ロシア人の役も多い。
テレビドラマ『スーパーナチュラル』でカスティエル（Castiel）役を演じた。

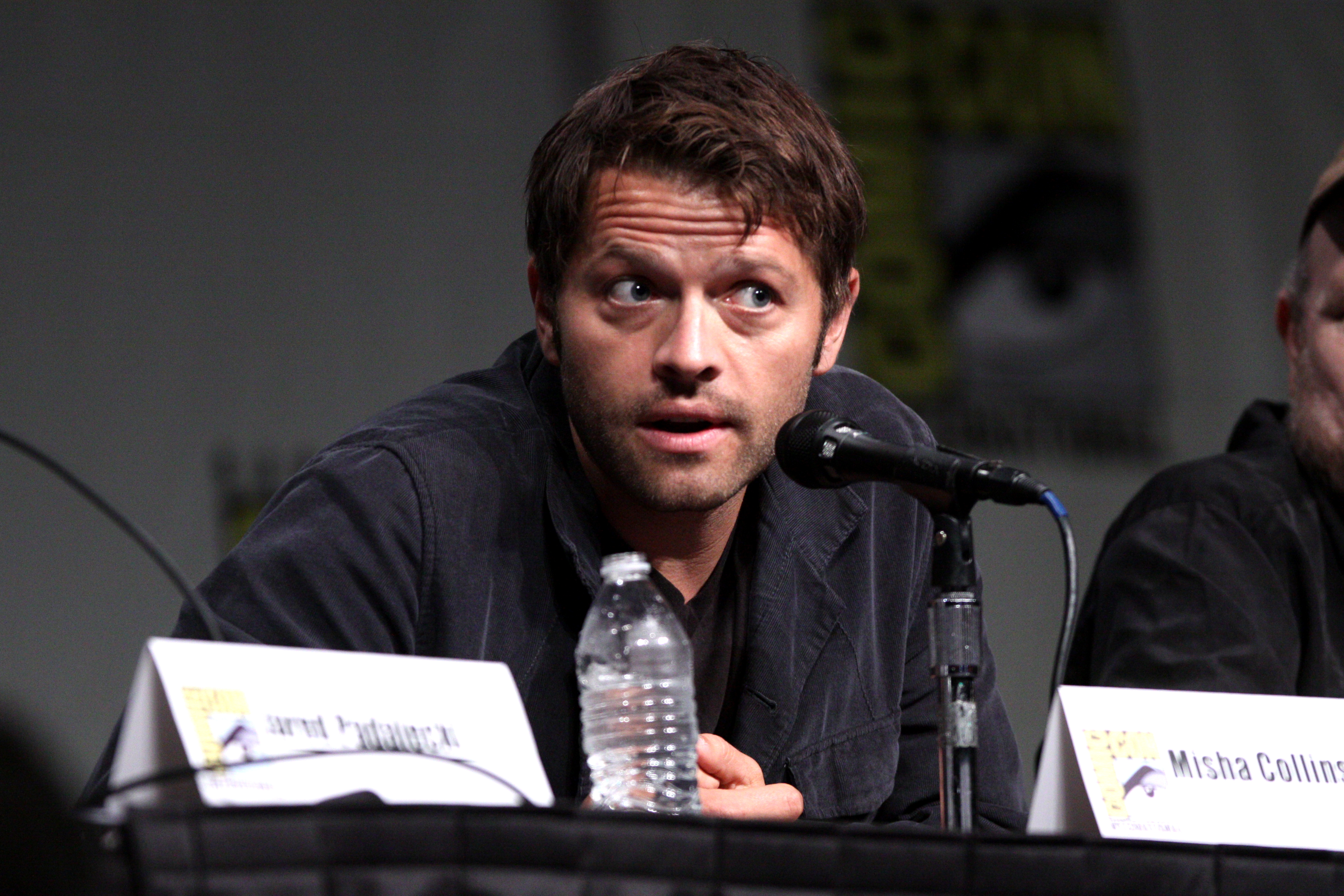
カリフォルニア州サンディエゴで開催された2012年サンディエゴ・コミコン・インターナショナルで講演するミーシャ・コリンズ。

他のテレビ番組には「チャーミング」「NYPDブルー」「24」「CSI：犯罪現場捜査班」「ER」「モンク」「タイムレス」などがある。
2011年秋の新番組『Ringer』に、ディラン（Dylan）という役で第1シーズンの途中から出演予定である。

#### 執筆・制作活動
詩人として「Baby Pants」や「Old Bones」を含む彼の詩は、コロンビア・ポエトリー・レビュー21号の2008年版に掲載されている。

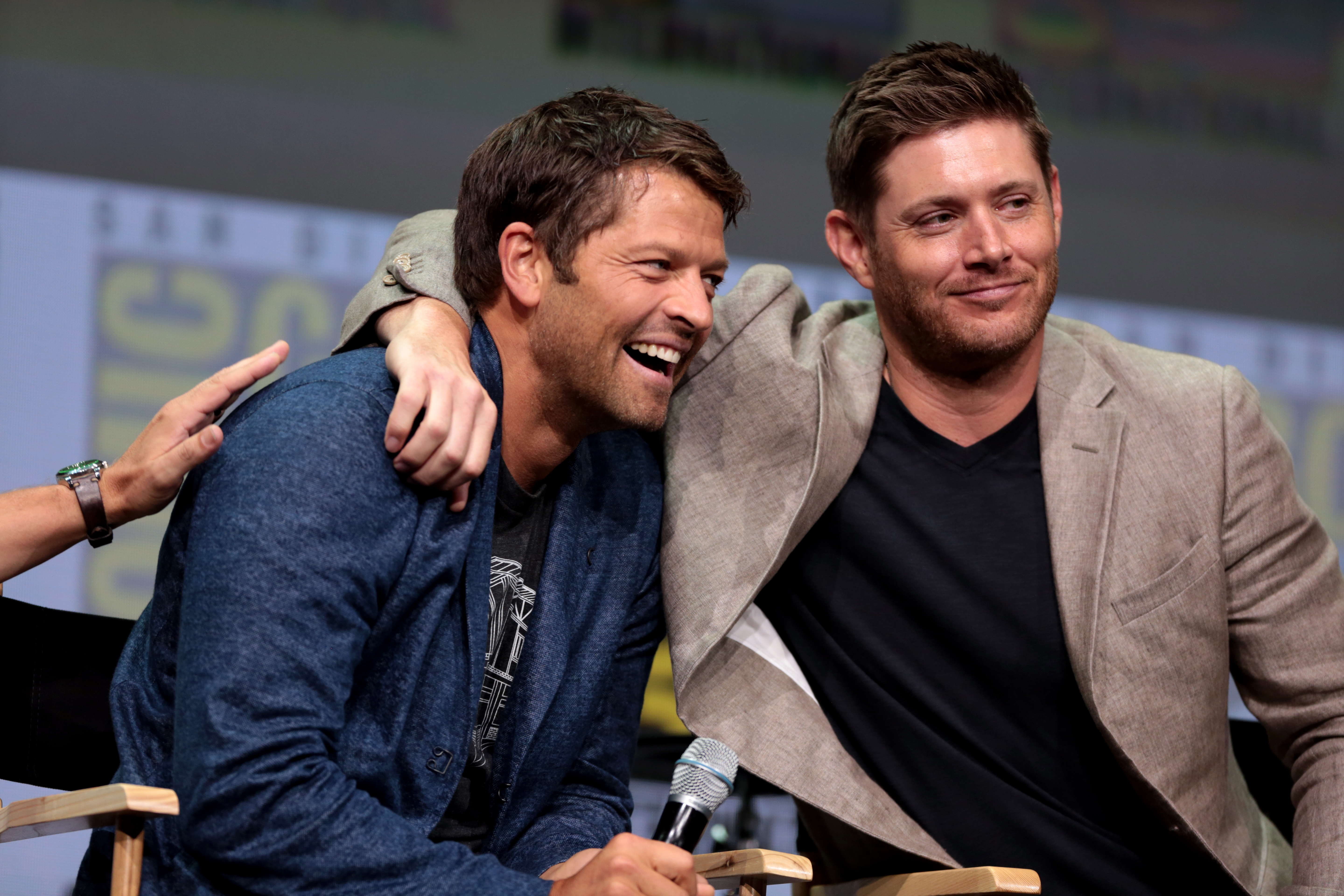
2017年サンディエゴ・コミコン・インターナショナルで『スーパーナチュラル』のために登壇したミーシャ・コリンズとジェンセン・アクレス

妻のヴィッキー・コリンズとの共著で料理本「The Adventurous Eaters Club: Mastering the Art of Family Mealtime」も執筆している。この本の売り上げの多くは、食品栄養学を専門とする慈善団体に寄付されると言われている。
彼とKathryn Leonardは、他のいくつかの共同研究者とともに、「The 2D Shape Structure Dataset」という図形の構造に関するクラウドソースのデータベースに関する学術研究論文を執筆している。
ミーシャが制作を手伝った映画「Loot」は、2008年のLA映画祭で最優秀ドキュメンタリー賞を受賞し、HBOで放映された。

### 私生活

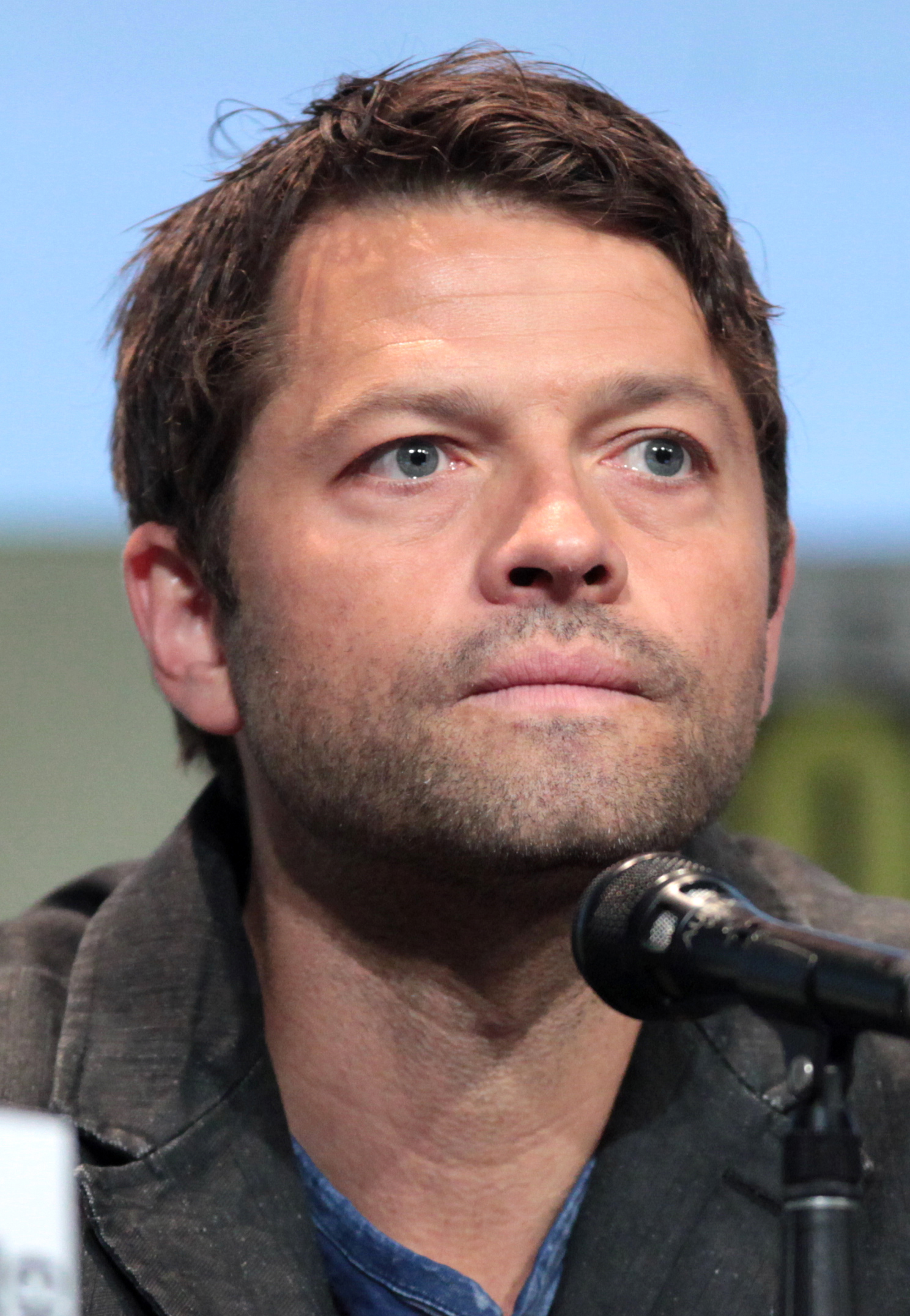
2015年サンディエゴ・コミコン・インターナショナルでのミーシャ・コリンズ。

1992年からアメリカのシカゴ大学で社会理論の学士号を取得。チベットとネパールの寺院で数ヶ月過ごした経験があり、今でも年に10日瞑想に入るなどユニークな一面もある。。1996年、大学を優等で卒業。俳優業に転向する前は、ニューイングランドのバークシャー山脈で大工や木工をしていた。また、クリントン政権時代にはホワイトハウスでインターンをし、DCのナショナル・パブリック・ラジオ本部で働いていた。2002年に"Victoria Vantoch"と結婚した。妻は歴史学の博士号をもっていて職業はジャーナリスト、歴史家であり、過去にはNASAに勤めていたという。家はほとんど自分で設計した。
2008年、「Old Bones」と「Baby Pants」という2冊の詩集を出版した。。
ミーシャはツイッター・ユーザーで、290万人を超えるフォロワーがいる。。2009年の“Best of Twitter”チャンピオンである。また、『スーパーナチュラル』シーズン6に、「カスティエル役のミーシャ・コリンズ」が撮影の合間にツイッターするというエピソードがある。

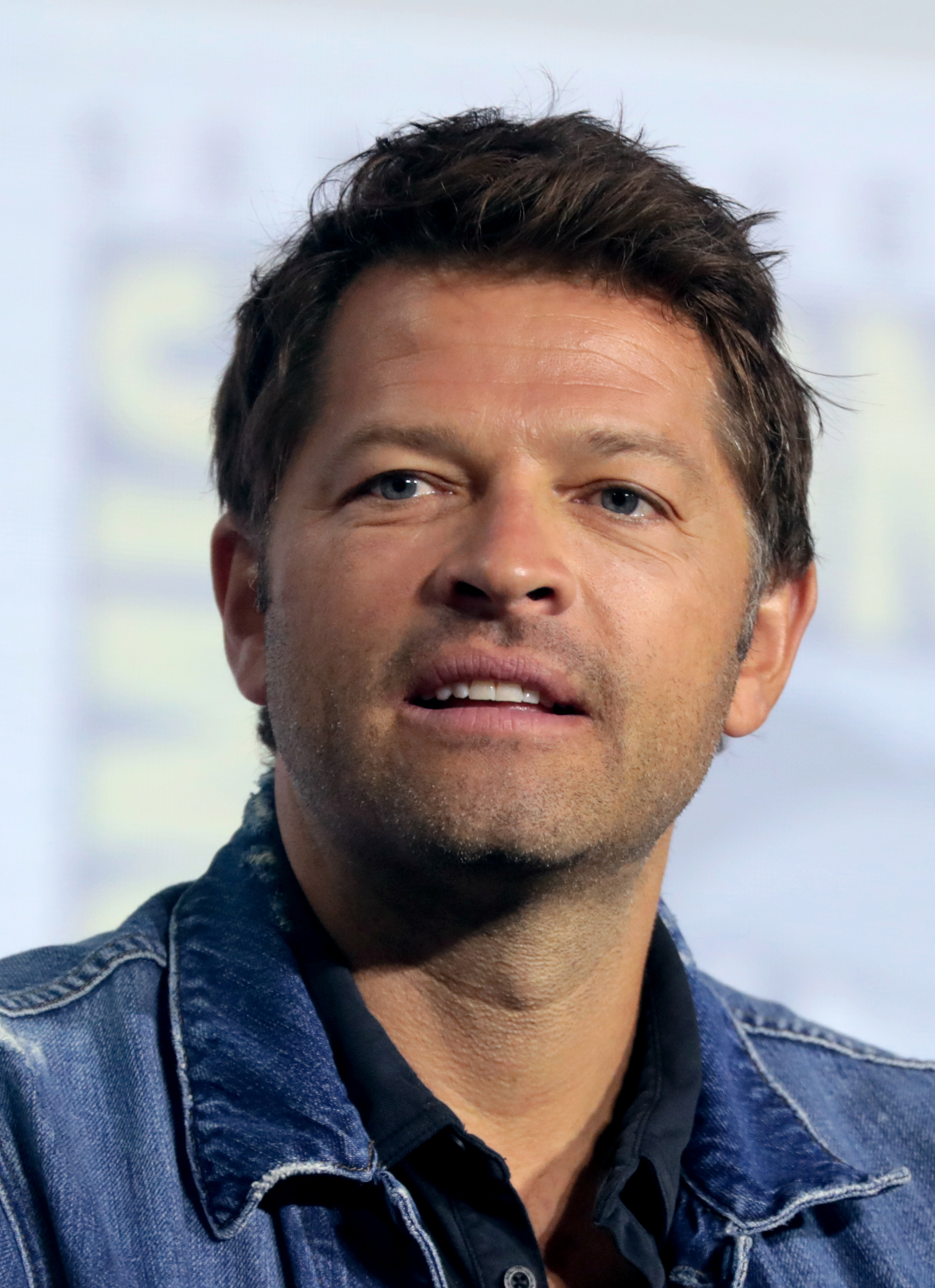
2019年サンディエゴ・コミコンにて

YouTubeチャンネルをもっており、58万人のチャンネル登録者がいる。家族と料理をしたり、慈善活動や俳優業や関わっているドラマの告知、監督・制作をした短編フィルム映画などを見ることができる。

### チャリティー活動

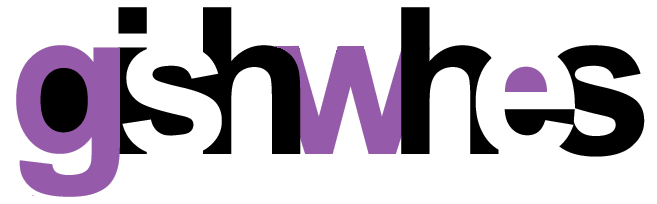

ミーシャ・コリンズは、501c3のランダムアクツ（Random Acts）（世界中の慈善活動に資金を提供し、感動を与えることを目的とした非営利団体）の共同設立者であり、理事会会長でもある。2011年に世界最大の国際スカベンジャーハントであるGreatest International Scavenger Hunt the World Has Ever Seen (GISHWHES)を設立した。※国際コンテストの入場料はランダムアクツ（Random Acts）に寄付される。2012年にはギネス記録に初登録され、5つの記録を更新している。

## 主な出演作品

### 映画
| 公開年 | 邦題 原題                             | 役名                                               | 備考             |
| ------ | ------------------------------------- | -------------------------------------------------- | ---------------- |
| 1999   | リバティ・ハイツ Liberty Heights      | 男 Guy                                             | クレジットなし   |
| 1999   | 17歳のカルテ Girl, Interrupted        | トニー Tony                                        |                  |
| 2002   | Par 6                                 | Al Hegelman                                        |                  |
| 2003   | Moving Alan                           | Tony Derrick                                       |                  |
| 2003   | Finding Home                          | Dave                                               |                  |
| 2004   | The Crux                              | ロープにつりさげられた男 Man Hanging from the Rope | Short Film       |
| 2005   | 20 Things to Do Before You're 30      |                                                    | TV映画           |
| 2006   | モンスター～少女監禁殺人～ Karla      | ポール・ベルナルド Paul Bernardo                   |                  |
| 2007   | Reinventing the Wheelers              | Joey Wheeler                                       | TV映画           |
| 2008   | Over Her Dead Body                    | ブライアン Brian                                   |                  |
| 2008   | The Grift                             | 執事 Buster                                        |                  |
| 2013   | TSA America: Just Relax               | Officer Franklin                                   | ショートフィルム |
| 2014   | TSA America: Suspicious Bulges        | Officer Franklin                                   | ショートフィルム |
| 2014   | TSA America: Yeah, But Is It Ticking? | Officer Franklin                                   | ショートフィルム |
| 2021   | 静かなる侵蝕 Encounter                | ディラン                                           |                  |

### テレビシリーズ
| 放映年    | 邦題 原題                                                            | 役名                                 | 備考                                                                              |
| --------- | -------------------------------------------------------------------- | ------------------------------------ | --------------------------------------------------------------------------------- |
| 1998      | Legacy                                                               | アンドリュー Andrew                  | Season 1 Episode 8 The Big Fix                                                    |
| 1999      | チャームド Charmed                                                   | エリック Eric Bragg                  | Season 2 Episode 7 They're Everywhere                                             |
| 2000      | NYPDブルー NYPD Blue                                                 | ブレイク・デウィット Blake DeWitt    | Season 7 Episode 12 Welcome to New York                                           |
| 2001      | 7デイズ/時空大作戦 Seven Days                                        | Sergei Chubais                       | Season 3 Episode 21 Born in the USSR                                              |
| 2002      | 24 -TWENTY FOUR- 24                                                  | アレクシス・ドレーゼン Alexis Drazen | 7 Episodes                                                                        |
| 2005      | CSI:科学捜査班 CSI: Crime Scene Investigation                        | Vlad                                 | シーズン5第13話『人形の牢獄』（原題：Nesting Dolls）に出演                        |
| 2005–2006 | ER緊急救命室 ER                                                      | ブレット Bret                        | 3 Episodes Alone in a Crowd,Here and There,If Not Now                             |
| 2006      | NCIS 〜ネイビー犯罪捜査班 NCIS: Naval Criminal Investigative Service | ジャスティン・フェリス Justin Farris | シーズン4第3話『お見合いパーティーの行く末』（原題：Singled Out）に出演           |
| 2006      | 名探偵モンク Monk                                                    | マイケル Michael Karpov              | シーズン4第12話『警部 キレる』（原題：Mr. Monk and the Captain's Marriage）に出演 |
| 2006      | 女検察官アナベス・チェイス Close to Home                             | トッド・モンロー Todd Monroe         | シーズン2第8話『設立資金の行方』（原題：There's Something About Martha）に出演    |
| 2007      | WITHOUT A TRACE/FBI 失踪者を追え! Without a Trace                    | チェスター・レイク Chester Lake      | シーズン6第5話『母の本能』（原題：Run）に出演                                     |
| 2007      | CSI:ニューヨーク CSI: NY                                             | モートン Morton Brite                | シーズン4第1話『届かぬ叫び』（原題：Can You Hear Me Now?）に出演                  |
| 2008–2020 | スーパーナチュラル Supernatural                                      | カスティエル Castiel                 | カスティエル/ルシファー/ジミー・ノヴァク Castiel / Lucifer / Jimmy Novak          |
| 2009      | NIP/TUCK マイアミ整形外科医 Nip/Tuck                                 | マニー・スケリット Manny Skerritt    | シーズン5第19話『マニー・スケリット』（原題：Manny Skerritt）に出演               |
| 2010      | ストーンヘンジ・アポカリプス Stonehenge Apocalypse                   | ジェイコブ Jacob                     | テレビ映画。主演                                                                  |
| 2011      | Divine: The Series                                                   | Father Christopher; Producer         | Web Series 3 Episodes                                                             |
| 2012      | Ringer                                                               | Dylan Morrison                       | Season 1 Episode 14 "Whores Don't Make That Much"                                 |
| 2014      | Whose Line Is It Anyway?                                             | 彼自身                               |                                                                                   |
| 2015      | Kittens in a Cage                                                    | Porn Director                        | Season 1 Episode 7 "Punch and Lemon Squares"                                      |
| 2016      | The Venture Bros.                                                    | Prisoner 2 / Maestrowave (Voice)     | Season 6 Episode 8 "Red Means Stop"                                               |
| 2017      | タイムレス (ドラマ) Timeless                                         | エリオット・ネス Eliot Ness          | シーズン1第15話『アル・カポネの先に』（原題：Public Enemy No. 1）に出演           |

### ウェブシリーズ
| 公開年    | タイトル                            | 役                                    | 備考                                                                                     |
| --------- | ----------------------------------- | ------------------------------------- | ---------------------------------------------------------------------------------------- |
| 2011      | ゴーストフェイサーズ Ghostfacers    | カスティエル Castiel                  | エピソード：ゴーストフェイサーズ、カスティエルに会う Episode: "Ghostfacers Meet Castiel" |
| 2011      | 『神よ』シリーズ Divine: The Series | クリストファー神父 Father Christopher | プロデューサー、作家としても活躍                                                         |
| 2015-2018 | The Hillywood Show                  | ゴーストバスターズの受付/ ダンサー    | ゲスト参加：2エピソード Guest role; 2 episodes                                           |

## 受賞とノミネート
| 年   | 賞                     | カテゴリー                                                           | 作品         | 結果       |
| ---- | ---------------------- | -------------------------------------------------------------------- | ------------ | ---------- |
| 2014 | People's Choice Awards | Favorite TV Bromance (shared with Jared Padalecki and Jensen Ackles) | Supernatural | 受賞       |
| 2015 | People's Choice Awards | Favorite Sci-Fi/Fantasy TV Actor                                     | Supernatural | 受賞       |
| 2016 | People's Choice Awards | Favorite Sci-Fi/Fantasy TV Actor                                     | Supernatural | ノミネート |